# Assoro
Assoro é uma comuna italiana da região da Sicília, província de Enna, com cerca de 5.392 habitantes. Estende-se por uma área de 111,40 km², tendo uma densidade populacional de 49 hab/km². Faz fronteira com Agira, Enna, Leonforte, Nissoria, Piazza Armerina, Raddusa (CT), Ramacca (CT), Valguarnera Caropepe.

## Demografia
| Variação demográfica do município entre 1861 e 2011                               |
|                                                                                   |
| Fonte: Istituto Nazionale di Statistica (ISTAT) - Elaboração gráfica da Wikipedia |